# Hans Sperber
Hans Sperber (25. března 1885 Vídeň – 10. prosince 1963 Columbus, Ohio) byl švédský lingvista. V prvním ročníku časopisu Imago (sešit 5) publikoval pozoruhodnou studii s názvem O vlivu sexuálních momentů na vznik a vývoj řeči. Sperber se domnívá, že je-li každé lidské slovo složeninou zvuku (Laut) a významu (Sinn), pak se v něm nutně střetávají od prvopočátku dvě mocnosti: Erós a Logos. Freudovský badatel Ernest Jones píše, že tento psychoanalytický exkurs znamenal pro Sperbera konec jeho lingvistické kariéry.